# Sveta Monika
Sveta Monika (Tagaste, 331. – Ostia, 387.), kršćanska svetica, majka znamenitog kršćanskog teologa Aurelija Augustina, koji je upravo zahvaljujući njoj prihvatio kršćanstvo, a kasnije iscrpno opisao njen život i kršćanske vrline u Ispovijestima. 

## Životopis
Monika je bila kršćanka udana za Patricija (Patritius), službenika u gradu Tegesta u Numidiji (današnji Alžir), koji je bio pagan. Iako nije previše mario za religiju, Patricije se, zajedno sa svojom majkom, loše odnosio prema Moniki. Monika mu je rodila troje djece - sinove Augustina i Navigija, te kćer Perpetuu. S vremenom se njen muž preobratio na kršćanstvo, ali je zato Augustin postao "nemiran" i prilikom studija u Kartagi prihvatio manihejstvo. Monika ga je punih sedamnaest godina nastojala preobratiti na kršćanstvo, a to joj je uspjelo tek u Italiji. Umrla je u Ostiji čekajući prijevoz natrag u Afriku. 

## Poveznice
- Santa Monica
- Sveti Augustin

## Vanjske poveznice
Ostali projekti
|  | Zajednički poslužitelj ima još gradiva o temi Sveta Monika |

Mrežna mjesta
- Ivan Petar Bock, Sveti Augustin - psihologija njegova obraćenja, Obnovljeni život 3/1930.
- The Life of St. Monica, Mother of Saint Augustine of Hippo
- St. Monica  Arhivirana inačica izvorne stranice od 2. srpnja 2019. (Wayback Machine)
- [neaktivna poveznica]